# .as
.as — в Інтернеті, національний домен верхнього рівня (ccTLD) для Східного Самоа.